# 농수산식품유통연구원
농수산식품유통연구원은 농수산물 유통의 효율적인 방안을 조사연구, 생산자 ·소비자의 이익보호 및 사회발전에 기여 목적으로 1998년 9월 21일 설립된 대한민국 농림축산식품부 소관의 사단법인이다. 사무실은 서울특별시 서초구 양재동 223번지 양곡도매시장 314호에 있다.